# Parbatasan
Parbatasan is een bestuurslaag in het regentschap Mandailing Natal van de provincie Noord-Sumatra, Indonesië. Parbatasan telt 875 inwoners (volkstelling 2010).